# Bootania orba
Bootania orba är en stekelart som beskrevs av Desjardins och Grissell 2002. Bootania orba ingår i släktet Bootania och familjen gallglanssteklar. Inga underarter finns listade.